# Les Trois Lacs
Les Trois Lacs é uma comuna francesa na região administrativa da Normandia, no departamento de Eure. Estende-se por uma área de 36.53 km². Em 2010 a comuna tinha 328 habitantes (densidade: 9 hab./km²).
Foi criada em 1 de janeiro de 2017, após a fusão das antigas comunas de Venables, Bernières-sur-Seine (sede) e Tosny.